# Ismahil Akinade
Ismahil Akinade (Ibadan, 11 febbraio 1994) è un calciatore nigeriano, attaccante dell'Andijon.

## Biografia
Nell'ottobre 2014 viene riportato che il giocatore, assieme ad altre due persone, fu coinvolto in un caso di abusi sessuali su minori avvenuto 4 anni prima, nel 2010. Nel febbraio 2017 Akinade si fece rimuovere la milza in seguito ad una patologia; tornò nuovamente a giocare nel giugno dello stesso anno, restando lontano dai campi da calcio per qualche mese.

## Caratteristiche tecniche
È un centravanti.

## Carriera

### Bray Wanderers
Cresciuto nelle giovanili del St Patrick's, senza mai esordire in prima squadra, il giovane passa al club del Bray Wanderers con la quale vince il premio "Young Player of the Year" (miglior giovane dell’anno) ed assicura la permanenza della squadra nella massima serie irlandese.

### Bohemians
Nel 2015 Akinade passa definitivamente al Bohemians, realizzando la sua prima rete con la nuova maglia nel match d'esordio vinto 2-1 contro il Dundalk. Dopo aver realizzato 10 reti in 18 presenze, Akinade viene nominato per il premio "Young Player of the Year". Il giovane prolunga il contratto anche per la stagione seguente, cominciandola con 5 reti nelle prime 18 partite disputate; tuttavia, Akinade è stato lontano dai campi da calcio per tutta la seconda parte del campionato dopo aver riscontrato una patologia alla milza.

### Waterford
Nel 2018 Akinade passa a titolo definitivo al Waterford, debuttando il 17 febbraio nel match vinto 2-1 contro il Derry City.